# Fudbalski Klub Rad Belgrado
El Fudbalski klub Rad (cirílico serbio: Фудбалски клуб Рад) es un club de fútbol serbio de la ciudad de Belgrado. Fue fundado en 1958 y disputa sus partidos como local en el Stadion Kralj Petar I, situado al sur de la capital, en el barrio de Banjica. Actualmente el club juega en la Primera Liga Serbia.
El club fue fundado por la empresa constructora GRO Rad, nombre que adoptó el club y que significa "trabajo duro". A lo largo de su historia, el club ha producido varios talentos como Vladimir Jugović, Ljubinko Drulović, Zoran Mirković, Miroslav Đukić, Goran Bunjevčević, Nenad Grozdić (que jugó en la 2ª División de España en el Racing Club de Ferrol), Željko Cicović o Slavoljub Muslin.

## Historia
El FK Rad fue fundado en 1958, entrando en competencia en el nivel más bajo del fútbol yugoslavo. El club fue creado por los trabajadores de la compañía GRO Rad en Belgrado.
Desde el principio el club tenía dos grandes rivales locales, Bancija y Jacinji, que eran la terrible competencia, pero que rápidamente pasó también al fútbol. Las siguientes personas son considerados como los fundadores del club: Petar Đerasimović, el primer presidente, Radojica Tanasijević, la primera selección general, Željko Marjanović, el primer asesor financiero, y Ljubomir Lazić, el primer vicepresidente omnímodo. Los jugadores que han jugado en el año 1958 fueron, en cierta medida, fundadores; así, el FK Rad tenía varios jugadores jóvenes que fueron fichados por los clubes de la Primera Liga Yugoslava, como Lazar Slavković, Đurđe Ivković, Vladimir Acević, Teodor ušnjar, Milan Abramović, Brana Djaković, Aleksandar Banić, Živojin Rafailović, Aleksandar Andrejić, Sreten "Sele" Antić o Milan "Selja" Jovanović. El primer entrenador fue Nikola Marjanović.
El Parlamento concedió al club un modesto terreno de juego en el centro de Banjica, que contaba tan sólo con unas tribunas de hormigón a las que, más tarde, se añadieron los vestuarios, así como un restaurante. El club comenzó una lenta progresión año tras año FK y el estadio solía contar con 2.000 o 3.000 aficionados. FK Rad ha tenido un ataque sólido y anotó muchos goles que atrajo a muchos aficionados a las gradas en Banjica. El FK Rad consiguió el ascenso a la liga de Belgrado. En el período 1965 a 1969 un cambio de generaciones había tenido lugar. En ese momento los líderes eran Ljubomir Lazić y Radomir Antić, entrenadores notables fueron Đorđević y Đurđević, mientras que los futbolistas más importantes eran Ratomir Janković, Vlada Vlaović, Matović, Zoran Bulatović, Dutina o Čeh.
Unos años más tarde el club vuelve a cambiar y los colores del club se modifican. El mayor éxito del club se produjo en la temporada 1988-89, cuando finalizó en cuarta posición de la Primera Liga Yugoslava por delante de clubes más ricos, como el FK Partizan. Este éxito clasificó al FK Rad para la Copa de la UEFA en la temporada 1989-90, donde fue eliminado 2-3 en el global de la primera ronda por el Olympiacos (Rad perdió 2-0 en Atenas después de ganar 2-1 en Belgrado). En 1990 el nombre del club fue cambiado a FK GRO Rad, pero tres años más tarde regresó a su denominación actual.

## Estadio
El estadio del FK Rad se llama Stadion Kralja Petra I y es conocido comúnmente como Stadion na Banjici por encontrarse en el barrio de Banjica al sur de Belgrado. El recinto cuenta con una capacidad para 6000 espectadores. Fue construido en 1977, aunque su diseño original se remonta al período previo a la Segunda Guerra Mundial cuando se utilizó para los desfiles militares y otras celebraciones del Estado durante el Reino de Yugoslavia.

## Palmarés
Segunda Liga Yugoslava
- 1986–87 (este)

## Entrenadores
- Zdravko Zemunović (2004)
- Radmilo Ivančević
- Mihajlo Ivanović (2008)
- Aleksandar Janjić (2008)
- Marko Nikolić (2008–11)
- Predrag Rogan (interino) (2011)
- Slavko Petrović (2011)
- Milan Bosanac (interino) (2011)
- Nebojša Vignjević (2011–12)
- Radoje Smiljanić (interino) (2012)
- Marko Nikolić (2012–)